# 山口多聞
山口 多聞（やまぐち たもん、1892年（明治25年）8月17日 - 1942年（昭和17年）6月6日）は、日本の海軍軍人。海兵40期次席・海大24期次席。ミッドウェー海戦において空母飛龍沈没時に戦死。最終階級は海軍中将。位階は正四位。

## 生涯
1892年（明治25年）8月17日、東京市小石川区に旧松江藩士・山口宗義の三男として生まれる。松江藩における山口家の知行は200石であった。名前の「多聞」は楠木正成の幼名「多聞丸」から取っており、幼少の頃父から「大楠公のようになってもらいたい」と諭された。
1909年（明治42年）3月、開成中学卒業。開校以来の秀才といわれた。1909年（明治42年）9月、海軍兵学校40期に150人中21位の成績で入学。同期に岡新、多田武雄、福留繁、宇垣纏、大西瀧治郎などがいる。棒倒しの奮闘では大西と双璧と言われ、剣道は兵学校で最高の1級であった。1912年（明治45年）7月、144人中次席の成績で卒業し、少尉候補生となる。1913年（大正2年）12月、少尉任官。1914年（大正3年）5月、防護巡洋艦「筑摩」乗組。1915年（大正4年）2月、戦艦「安芸」乗組。1915年（大正4年）12月、中尉に昇進し、海軍砲術学校普通科学生となる。1916年（大正5年）6月、海軍水雷学校普通科学生となり12月に第3潜水艇隊付。
1918年（大正7年）5月、第二特務艦隊司令部付となり第一次世界大戦に参加、地中海での連合国艦船護衛の任にあたり、大戦後、戦利艦であるUボート回航要員を経験した。7月、駆逐艦「樫」乗組。12月、大尉に昇進。
1919年（大正8年）1月、旧ドイツ帝国潜水艦回航員。7月、横須賀防備隊付。10月、呉防備隊付。12月、海軍水雷学校高等科学生。1920年（大正9年）、佐世保防備隊付。1921年（大正10年）2月、アメリカ駐在。1923年（大正12年）5月、帰国。6月、戦艦「長門」分隊長。11月1日、最初の妻である河村敏子と結婚式をあげる。12月、海軍潜水学校教官兼分隊長。
1924年（大正13年）12月1日、少佐に昇進。海軍大学校甲種学生（24期）。この頃海軍大学校同期の五十嵐恵と料亭に出向いた際に山口は四人前の料理を頼み、それに五十嵐が「今日は他所で食べてきたので一人前減らしてくれ」と頼む。すると山口が「俺が三人前食うつもりで注文したんだ」と言い、本当に三人前の料理を平らげてしまったという逸話がある。
1926年（大正15年）3月、第一水雷戦隊司令部付。11月25日、海軍大学校甲種学生（24期）を次席で卒業。12月、第一水雷戦隊参謀。1927年（昭和2年）11月、軍令部出仕。第一班第二課部員着任。1928年（昭和3年）12月、中佐に昇進。
1929年（昭和4年）11月ロンドン海軍軍縮会議全権委員随行員。山本五十六と共に条約締結に強硬に反対している。1930年（昭和5年）7月、軽巡洋艦「由良」副長。11月、連合艦隊先任参謀。1932年（昭和7年）9月20日、妻・敏子が三男を出産後に急死。その後、山本五十六の紹介で四竈孝輔の姪である孝子と再婚した。多聞は孝子を溺愛しており、戦地から250通にのぼる手紙を孝子に送っている。11月、海軍大学校教官。12月、大佐に昇進。
1934年（昭和9年）6月、在アメリカ合衆国大日本帝国大使館付武官。東部駐在員・黛治夫によれば「山口は情報収集に熱心だったが、その後軍令部や連合艦隊がその情報を活用するように働いてくれなかった。そこがだめだったと思う」という。1936年（昭和11年）10月、帰国。

### 日中戦争（支那事変）

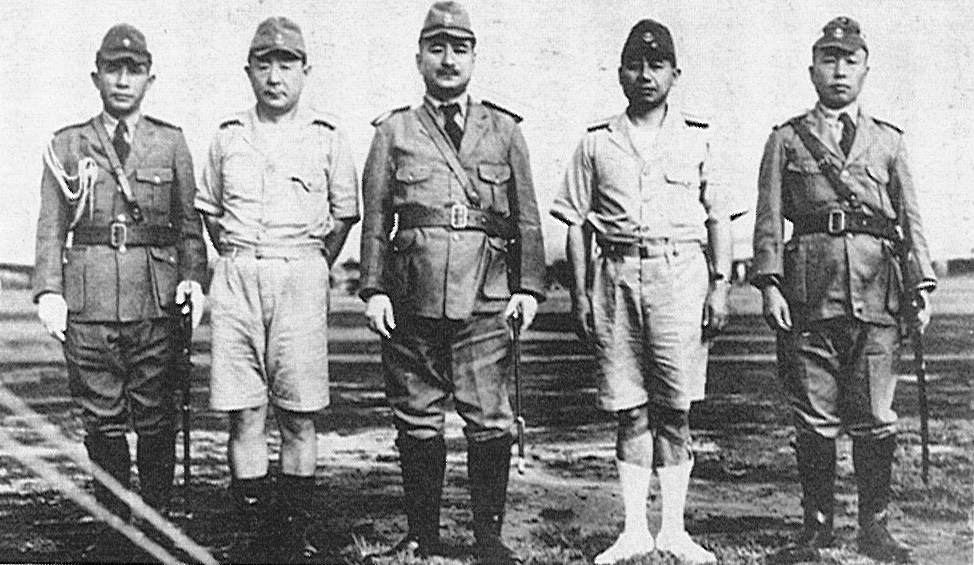
左2人目から一連空司令官当時の山口、嶋田繁太郎、大西瀧治郎

1936年（昭和11年）12月、軽巡洋艦「五十鈴」艦長。1937年（昭和12年）7月、日中戦争勃発。12月、戦艦「伊勢」艦長。1938年（昭和13年）11月15日、少将に昇進し、軍令部出仕。12月、第五艦隊参謀長。1939年（昭和14年）11月、第一艦隊司令部付。12月戦艦「長門」乗艦。
1940年（昭和15年）1月15日 第一連合航空隊司令官。大西瀧治郎の案で大西を司令とする第二連合航空隊とともに第一空襲部隊を編成し、山口がその指揮官を務め、101号作戦（重慶爆撃）を開始する。5月12日、山口は准士官以上の搭乗員に「これから開始する101号作戦では兵力が半減しても重慶に連続猛攻撃を加え蔣介石政権を壊滅させる」と訓示する。爆撃を護衛戦闘機がないまま強行したために大きな犠牲を出してパイロットからは「人殺し多聞丸」と呼ばれた。重慶爆撃に関して大西が「日本は戦争をしている。イギリスは負けている。アメリカも戦争に文句はあるまい。絨毯爆撃で結構」と言い、山口は中央からの指示もあったため「重慶には各国大使館もあるし慎重に」と言って、二人は喧嘩になったが、山口が「俺も徹底したいけど中央が言うから」と漏らすと大西も「それが戦争だよな」と答えた。7月10日、山口は重慶爆撃を強行しようと考えたが、大西は「一週間待てば援護戦闘機がつけられる」と反対して対立する。山口が折れて、後に大西は源田実に対し「山口の方が一枚上手だったよ」と回想した。
7月中旬、横山保以下6機の十二試艦上戦闘機（零戦）が漢口に進出してきた。横山は、この新鋭機の重要なトラブルを事前に解決する必要があるとして実験飛行を実施した。101号作戦を遂行中の山口、大西両司令官はなるべく速やかに十二試艦戦で敵本拠地の敵戦闘機群を撃滅せよと命じた。護衛のない中攻隊からすれば敵戦闘機群の撃滅を熱望するのは当然だったが、まだ納得できない横山は事情を説明して猶予を乞うた。しばらくして司令官たちは横山を呼び出し、「貴様はいのちが惜しいのかッ」と挑発的な言葉をぶつけたと言う。

### 太平洋戦争

#### 第一段作戦

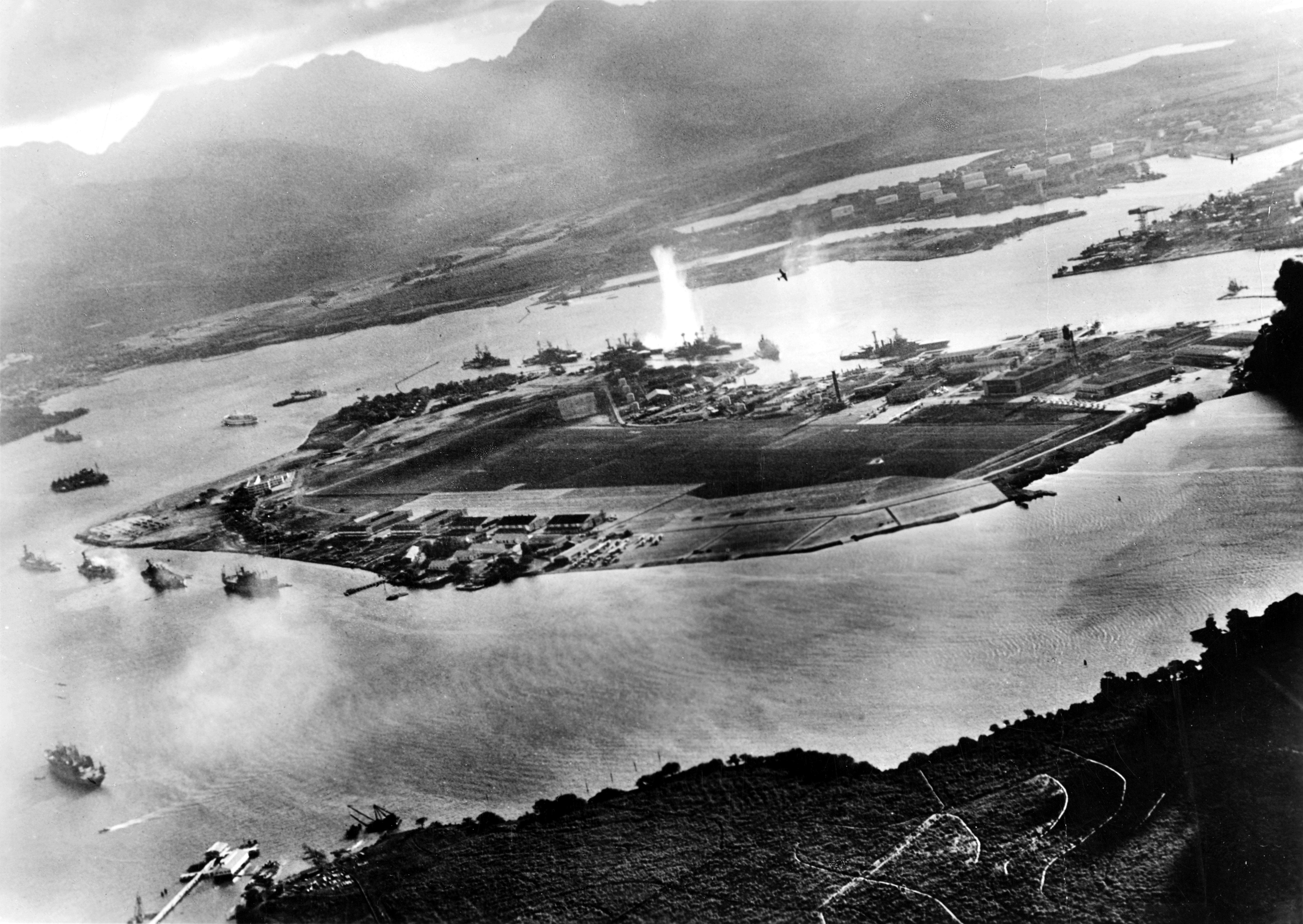
日本軍機の魚雷攻撃を受ける米戦艦群

1940年（昭和15年）11月1日、第二航空戦隊司令官に着任。11月14日、高須四郎中将（前第二遣支艦隊司令長官）・山口多聞少将（前第一連合航空隊司令官）・大西瀧治郎少将（前第二連合航空隊司令官）は宮城において昭和天皇に謁見、その後は天皇・伏見宮博恭王元帥と午餐を共にした。
1941年（昭和16年）4月10日、日本海軍は第一航空艦隊（司令長官南雲忠一中将、参謀長草鹿龍之介少将、参謀源田実中佐他）を新編、第二艦隊所属だった第二航空戦隊も、第一航空艦隊に編入された。
9月、海大図上演習で第四艦隊司令長官井上成美中将は、ラバウルを確保するにはソロモン、東部ニューギニアに前進基地を確保する必要があると考え、ラバウル攻略後はラエ・サラモアまで進出することを主張した。これに対して山口は連合艦隊参謀長・宇垣纏中将とともに消極的な意見を述べ、攻略範囲は決まらなかったが、連合艦隊はそれらを加味し、他方面が有利に展開するなら早く実行するとした。
この頃、日米戦争を予期して戦死を覚悟し、家族にむけて遺書を書いた。
山口の第二航空戦隊（旗艦「蒼龍」）は、引続き第一航空艦隊（通称、南雲機動部隊）に所属して真珠湾攻撃作戦に参加した。山口は朝も夜も航空部隊に猛訓練をさせて事故が多発し、気違い多聞、人殺し多聞と呼ばれた。軍令部からの要請でハワイ作戦に航続力の優れた空母三隻（加賀、翔鶴、瑞鶴）と第一航空戦隊と第二航空戦隊のパイロットを乗せ、二航戦には五航戦パイロットをのせてフィリピン方面作戦に参加させる案が練られる。
この案を知った山口は「もし艦隊司令部でそういうことをやるなら、自分としては自決する以外に道はない」「今まで訓練してきた人と飛行機を取られ、母艦だけ残されては部下に会わす顔がない」「二航戦（蒼龍、飛龍）の航続力が足りないのならば、往きだけ一緒に行き、攻撃の後は置き去りにしてくれて構わない」と反対した。第一航空艦隊は最終的に空母6隻案でまとまり解決した。
山口はネルソンの「旗艦見えず戦闘の処置に困りたる時は敵艦に横付けして死闘をなせ、しからば予の意図に合致せん」という言を信条としており、10月には「時局は重大な転機を迎えている。十年兵を養うには一にこの日のためである。緊褌一番、実力の涵養に努めよ。戦場においては混戦となり、信号も届かない場面もあろう。その時は躊躇無く敵に向かって猛進撃すべし。それが司令官の意図に沿うものである」と訓示した。
12月7日、真珠湾攻撃は成功し、大戦果を収めた。山口は攻撃後、「第二撃準備完了」と信号した。機動部隊指揮官（南雲）が再攻撃準備を命じたまま攻撃を下令しないので、南雲長官の今までの言動から再攻撃の意志がないものと見て、それとなく催促したものという意見もある。一方、一航艦航空乙参謀だった吉岡忠一少佐は、この信号は準備をして知らせる決まりがあったための行動であり、山口の再攻撃具申はそれが伝説化したのだろうと語っている。山口の幕僚の証言によれば、搭乗員や航空参謀から再攻撃の意見がだされ、意見具申をするよう強く要望されたが、山口は「南雲さんはやらないよ」と洩らして、意見具申を行なわなかったという。帰還中に連合艦隊からミッドウェー島基地を攻撃し、再使用不能にして帰るように命令があったが、その達成が不可能と判断した南雲は攻撃へ向かわなかったので、山口は信号を送り、直談しようとした。これが第二攻撃具申と誤って伝わったのではないかという意見もある。
その後、第一航空艦隊は南進して連戦連勝を続けた。山口も12月中旬の第二次ウェーク島攻略作戦支援（同作戦は第八戦隊司令官阿部弘毅少将の指揮下）、1942年（昭和17年）1月のアンボン攻撃、2月19日のポートダーウィン攻撃、3月のジャワ海掃討戦、4月のインド洋作戦に参加した。
2月、山口は私見として宇垣纏少将（連合艦隊参謀長、40期）などに航空主兵に徹底した艦隊編成を航空整備進捗状況に合わせて拡大し、対米作戦を積極的に進めてアメリカを屈服させるという意見書を提出した。
二段作戦の研究では、米本土空襲を提案している。山口案は、5月にインド要地占領。7月にフィジー、サモア、ニューカレドニアおよびニュージーランド、オーストラリア要地の占領。8、9月アリューシャン占領。11、12月ミッドウェー、ジョンストン、パルミラ占領。12月、1943年（昭和18年）1月にハワイ占領。その後パナマ運河を破壊、カリフォルニア州油田地帯占領、北米全域爆撃という計画であった。

#### ミッドウェー海戦
第一航空艦隊が帰国すると、すぐにミッドウェー作戦が命令された。ミッドウェー作戦を知った山口は太平洋のアメリカの艦隊を壊滅できると乗り気であった。しかし、準備期間が短く、搭乗員の練成など準備が間に合わないことを理由に山口は源田実中佐とともに反対したが、山本五十六以下連合艦隊司令部は聞く耳を持たなかった。さらに、4月29日に戦艦「大和」で行われた作戦研究会で山口は第一航空艦隊のような集団を空母3隻で作り、その集団4つほどで輪形陣を行い、車掛りで襲来する空母部隊の構想を提案する。提案は了とされ、生産状況から近く実現できるものであったが、ミッドウェー作戦を急いだため、後回しにされて実現しなかった。
また、山口と海兵同期の宇垣参謀長によれば、「山口第二航空戦隊司令官は常に機動部隊として活躍したるが、第一航空艦隊の思想にあきたらず、作戦実施中もしばしば意見具申を為したる事実あると共に、計画以外妙機を把握して戦果の拡大を計り、或は状況の変化に即応する事絶無なること余輩に語りし事三回に及べり。彼の言概ね至当にして余輩と考えを一にし今後も大いに意見を具申すべきを告げたり。尚艦隊司令部は誰が握り居るやの質問に対し、『（南雲忠一）長官は一言も云わぬ、（草鹿龍之介）参謀長（大石保）先任参謀等どちらがどちらか知らぬが億劫屋揃である』と答えたり」という。
4月下旬、自宅に戻ると、くつろぐ暇なく慌ただしく出立した。
6月上旬、ミッドウェー作戦に二航戦司令官（旗艦「飛龍」）として参加。
6月5日、南雲機動部隊から発進した第一攻撃隊がミッドウェー島基地攻撃中、利根4号機は「敵らしきもの十隻見ゆ」の報告を発する。利根偵察機は「敵兵力は巡洋艦五隻、駆逐艦五隻」と報告したあと、約30分後に「敵はその後方に空母らしきもの一隻を伴う」の報告を入れた。現地時間7時15分から始まったミッドウェー島基地攻撃用の陸上爆弾への艦載機の兵装転換は、7時40分の45分に一時停止させていた。利根索敵機が報告した「敵らしきもの」がアメリカ機動部隊と判明すると、山口少将は一刻を争う状況と判断して、駆逐艦野分を中継し、あらゆることを放棄し、現装備の陸用爆弾のままですぐに攻撃隊を発進させるように進言した。南雲司令部は、敵との距離（誤情報）や護衛戦闘機の不足、陸用爆弾による効果の低さ、帰還したミッドウェー基地攻撃隊の収容を優先させ、山口の進言を却下し、雷装への兵装転換を命じた。
第二航空戦隊通信参謀だった安井鈊二少佐によれば、「直チニ攻撃隊ヲ発進ノ要アリト認ム」の形で、山口自ら起案し（普通は起案は参謀に任せる）、発信するように二航戦航空参謀の橋口喬少佐に指示したという。赤城の発着指揮所で一航艦司令部の様子を伝聞していた淵田中佐も同じ文面で証言している。一航艦航空参謀だった源田中佐、一航艦信号員だった橋本廣、「日映」特派員として赤城に乗船していた牧島貞一記者は「ヲ」が抜けた文面を証言している。一方で、飛龍の掌航海長だった田村士郎兵曹長によれば、山口少将から発信の指示を田村が直接受けたとして、文面は「現装備ノママ直チニ攻撃隊ヲ発進セシムルヲ至当ト認ム」であり、南雲長官が雷装準備が完了するまで出撃を引き伸ばさないよう促していたという。
第二次攻撃隊発艦準備中、南雲機動部隊はSBDドーントレス急降下爆撃機の奇襲により、空母3隻（赤城、加賀、蒼龍）が大破、炎上する。第八戦隊旗艦「利根」（司令官阿部弘毅少将）と機動部隊全艦に対し、山口は「我レ今ヨリ航空戦ノ指揮ヲ執ル」と発光信号を発し、また「飛龍」艦内には、「赤城・加賀・蒼龍は被爆した。本艦は今より全力を挙げ敵空母攻撃に向かう」と通報した。二航戦先任参謀伊藤清六中佐の手記によれば、山口は攻撃隊搭乗員に「飛龍一艦、少數の飛行機を驅つて敵空母二隻に全艦隊の仇を報じ得たるいはれなきにあらず。體當りでやつて来い、俺も後から行くぞ」と訓示した。

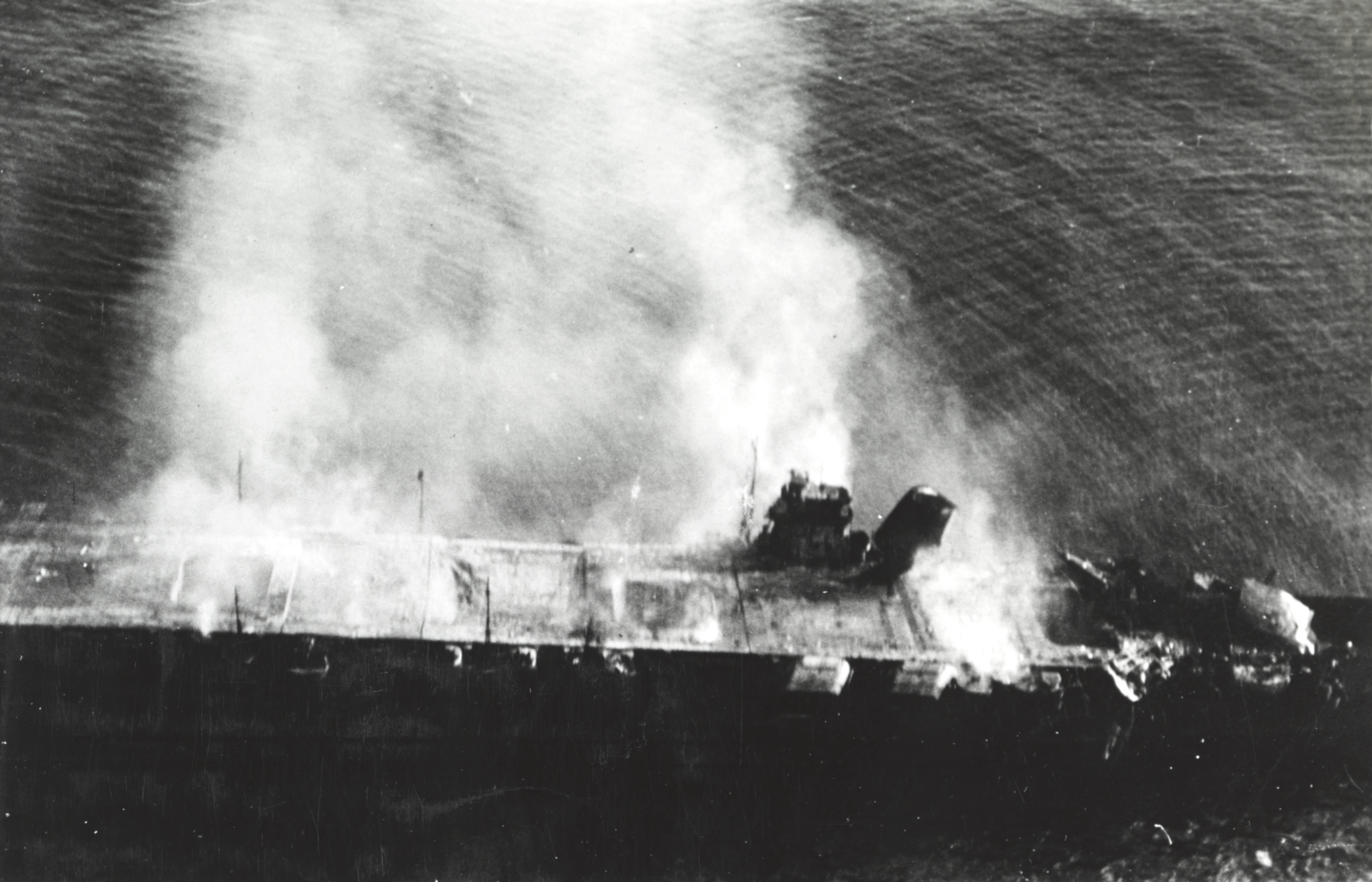
米軍機の急降下爆撃を受け炎上する「飛龍」

山口は次席指揮官の第八戦隊司令官阿部弘毅少将の命令を待たず、航空戦を敢行。敵空母との間合いを詰めて、敵が攻撃を終えた機体を収容する時を狙い、雷撃準備を終えた部隊で攻撃した。先任の阿部をおいて山口が主導したのは、その性格と第二航空戦隊が主力と考えて重要な戦機でもあったためである。接近したのは攻撃力発揮と攻撃隊を収容をするためであった。
二次に亘る航空攻撃の結果、敵主力空母「ヨークタウン」を大破（後、潜水艦「伊一六八」により撃沈）させるも、第三次攻撃は攻撃力消耗から薄暮攻撃を予定していた。
山口は「飛龍には他の空母の艦上戦闘機もあるので上空警戒機で阻止できる」という判断をした。水上偵察機（戦艦榛名所属機）が敵機を発見し触接警戒しているので、飛龍は警戒を厳にし13機を上空に上げていた。だがSBDドーントレスの攻撃を受けて「飛龍」は飛行甲板を破壊され、発着艦不能となった。

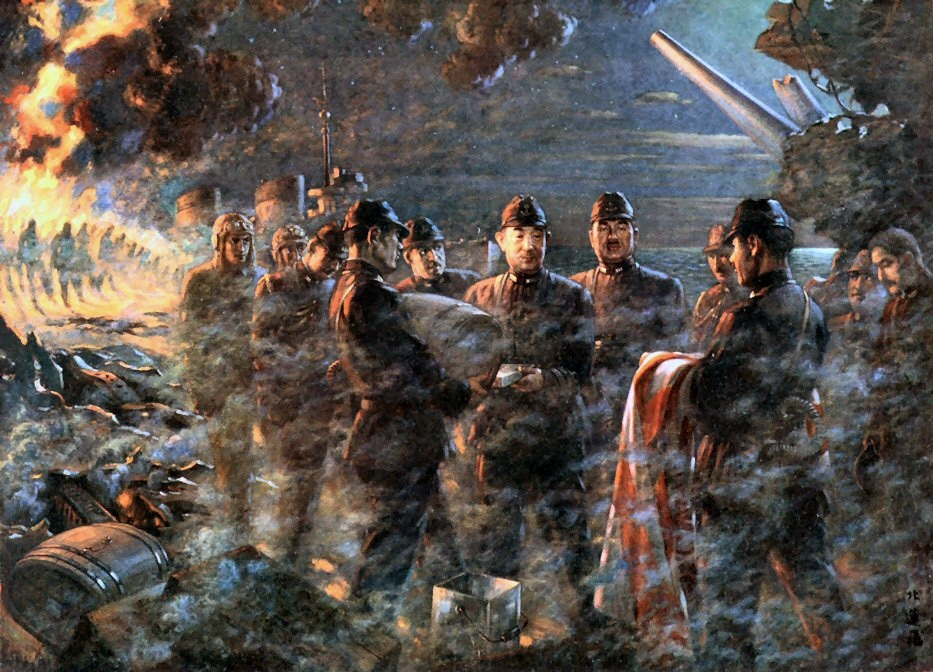
「提督の最後」 北蓮蔵画 東京国立近代美術館保管（アメリカ合衆国より無期限貸与） 1943年（昭和18年）山口の最期を描いた戦争画。画面中央での罐の蓋で水を受けるのが山口、その向かって右奥は飛龍艦長・加来止男で、右手前から参謀が降ろされた軍艦旗を掲げ持って歩み寄る。

山口は総員を飛行甲板に集合をさせる。「皆が一生懸命努力したけれども、この通り本艦もやられてしまった。力尽きて陛下の艦をここに沈めなければならなくなったことはきわめて残念である。どうかみんなで仇を討ってくれ。ここでお別れする」と告げ、一同水盃をかわし皇居を遥拝し聖寿の万歳を唱え軍艦旗と将旗を降納した。部下は退艦を懇請したが、山口は受け入れなかった。
また浅川正治（飛龍主計長）によれば、二航戦参謀、飛龍副長、飛龍各科長（幹部）は飛龍と共に沈むことを申し出たが、山口と飛龍艦長加来止男大佐は「二人だけでよい」として退去を命じた。各員と握手をかわした時の二人について、浅川は「まるで散歩の途中でさようならをいうように淡々としていた」と回想している。
この時、先任参謀伊藤清六中佐が｢何かお別れに戴くものはありませんか｣と頼むと、山口は黙って自分の被っていた戦闘帽を渡した。
「飛龍」を雷撃処分した第10駆逐隊司令・阿部俊雄大佐が連合艦隊司令部で証言した事によれば、山口は訓示のあと退艦を願う部下達の制止をふりきり「マスクを被り艦橋に昇られたるが後、再び姿を見せられず」だったという。このあと「飛龍」は第10駆逐隊の駆逐艦「巻雲」に雷撃処分されたがすぐには沈まなかった。翌朝、空母「鳳翔」偵察機が飛龍飛行甲板で帽子をふる生存者を発見、駆逐艦「谷風」が飛龍処分のために派遣されたが、既に「飛龍」は沈没していた。飛行甲板で手を振っていた人影は、「飛龍」の雷撃処分を知らなかった機関科部員で、のちに米軍によって救助された。
山口は昭和17年6月5日付で海軍中将に進級。同日付で、加来止男大佐（飛龍艦長）、岡田次作大佐（加賀艦長）、柳本柳作大佐（蒼龍艦長）も、それぞれ海軍少将に進級した。10月10日、昭和天皇は侍従の徳川義寛を勅使として差遣し、祭祀料を下賜した。翌日の10月11日、山口の葬儀が青山斎場で行われた。
山口と加来の戦死は、翌年（昭和18年）4月24日夜に放送された『提督の最期』と題する番組で日本国民に対して公表された。
「飛龍」に掲げられていた山口の少将旗は、生還した第二航空戦隊先任参謀伊藤清六中佐に託され、広島県呉市の呉市海事歴史科学館に展示されている。同じく伊藤先任参謀に託された山口の戦闘帽（第一種略帽。艦内帽であった）は、海軍兵学校の跡地である海上自衛隊第1術科学校（広島県江田島市）にある教育参考館の六号室に展示されている（2009年現在）。「大君につくすまことの一と筋は孝の道にも通ふなるらん」の和歌も残されている。墓所は東京都港区の青山墓地。1998年（平成10年）6月4日、ミッドウェー島で三男の宗敏および日米双方の軍人や自衛官が出席し、戦死者の慰霊祭がおこなわれた。

## 人物
宇垣纏中将（ミッドウェー海戦時の連合艦隊参謀長）は、山口は潜水艦を専務とするも剛毅果断にして見識高いと評価、戦死を聴いて「痛恨限りなし」と悼み、「餘の級中最も優秀の人傑を失ふものなり」と最大級の賛辞をおくっている。のちに山口戦死時の詳しい状況を聴き「見事なる覺悟立派なる最後、彼満足して逝きたり。死處を得て其の精神を萬代に貽し得る士は幸なり」と偲んでいる。
大西瀧治郎中将は、「山口の死は一時に大艦数隻失う以上の損失」と死を惜しんだ。
福留繁中将によれば、山口は航空に関しては素人であったため幕僚にいいかと聞く、いいかいいか司令と自称していたという。
草鹿龍之介中将は、山口を「部内にも名望ある三拍子も四拍子もそろった名提督」と評価する。
角田覚治少将は、山口の戦死を聞き、「山口を機動部隊司令長官にしてあげたかった。彼の下でなら、喜んで一武将として戦ったのに」と死を惜しんだ。
源田実（元第一航空艦隊参謀）は、第二航空戦隊司令官としての山口と交流があった。第二次ウェーク島攻撃支援の際に蒼龍艦攻隊の名パイロットだった金井一空曹が撃墜されて戦死すると、山口は内地帰投後におりにふれて「金井を殺すようなら、あの時彼を飛ばさなければよかった」としんみりと語り、源田は「この人（山口）にもこんなしんみりした反面があるのか」と思ったという。また山口について「後には連合艦隊長官級の人物となり、英将ネルソンにも匹敵すべき名将となったであろうが、ほんとに惜しい人であった」と語っている。淵田美津雄大佐によれば、山口は当時の海軍の部将中ではナンバーワンの俊英であり、頭はシャープで、海兵の席次が優秀な人が戦闘でパッとしなかったのに比べ、山口は勝負度胸も太く、見識も優れ、判断行動ともに機敏であったという。第二次世界大戦におけるアメリカ海軍の戦史編纂担当者サミュエル・モリソン（アメリカ海軍少将）は、山口を傑出した海軍将官であると評価し、「山本の後継者に想定されていたと言われている」と紹介している。
保坂正康は、山本五十六（連合艦隊司令長官）がブーゲンビル島上空で戦死した海軍甲事件の際、山本の搭乗機を待ち伏せて撃墜する作戦について、チェスター・ニミッツ（アメリカ太平洋艦隊司令長官）は、山本が死んでも有能な後継者が出てきては困ると懸念したが、部下の「山口多聞は有能であったが、既にミッドウェー海戦で死んでいるので問題ない」旨の意見を採用し、この作戦を決裁したと述べている。E.B.ポッターは、山本五十六待ち伏せ作戦の実施前に、ニミッツがエドウィン・レイトン（太平洋艦隊情報参謀）と日本海軍の提督たちについてあれこれと検討した後で、レイトンが「山本五十六は彼らの中で頭一つ抜き出た日本海軍における最優秀の指揮官であり、山本を殺した後のことを心配する必要はない」旨をニミッツに述べて納得させたのだと述べている。
山本五十六とネルソンを尊敬していた。

## 経歴
- 1912年（明治45年）7月17日 海軍兵学校卒業 少尉候補生となる。
- 1913年（大正2年）12月1日 少尉任官。
- 1915年（大正4年）12月13日 中尉進級。
- 1918年（大正7年）12月1日 大尉進級。
- 1921年（大正10年）米国プリンストン大学に留学。
- 1924年（大正13年）12月1日 少佐進級。
- 1926年（大正15年）海軍大学校甲種学生卒業（24期、次席）。
  - 12月1日 第一潜水艦戦隊参謀となる。
- 1928年（昭和3年）2月20日 軍令部参謀。
  - 12月10日 中佐進級。
- 1929年（昭和4年）ロンドン海軍軍縮会議全権委員随員となる。
- 1930年（昭和5年）11月15日 連合艦隊 兼 第一艦隊参謀（連合艦隊先任参謀[13]）となる。
- 1932年（昭和7年）11月15日 海軍大学校教官となる。
  - 11月19日 陸軍大学校兵学教官も兼任。同年12月1日に大佐進級。
- 1934年（昭和9年）在米国大使館付武官になる。
- 1936年（昭和11年）12月1日 軽巡洋艦「五十鈴」艦長となる。
- 1937年（昭和12年）12月1日 戦艦「伊勢」艦長となる。
- 1938年（昭和13年）11月15日 少将進級。
  - 12月15日に第五艦隊参謀長。
- 1940年（昭和15年）1月15日 第一連合航空隊司令官となる。
  - 11月1日 第二航空戦隊司令官。
- 1942年（昭和17年）6月5日 ミッドウェー海戦で戦死。49歳没。同日付で中将進級[5]。

## 家族
松江藩山口家は、豊臣秀吉に仕えた武将・山口宗永の弟・宗春の妻（佐原木氏）が松平直政の乳母となり、宗春の子の宗張が直政に仕えたことから始まる。宗張の子の代に七郎左衛門家（本家）と、多聞の家系である軍兵衛家（分家）に分かれた。
親
- 父：山口宗義（1851－1934） - 旧松江藩士。大学南校卒、大蔵省主計官、台湾総督府財政部長、日本銀行理事などを歴任し、漢詩人としても知られる[76]。

兄弟
- 兄：山口堅吉 - 三菱銀行外国部長を経て常務。岳父に山田直矢（大久保利通甥）[77]。
- 弟：山口鉄彦 - 大日本自転車、日米商店重役（ともに岳父岡崎久次郎の会社）[78]。孫にアイリーン・美緒子・スミス[79]

子
- 三男：山口宗敏 - 第一勧業銀行を定年退職後、都内に父の資料室を開く[80]。父の手記などを編纂し刊行。

親類
- 叔父：山口半六 - 日本初の工学博士、建築家
- 叔父：山口鋭之助 - 理学博士、物理学者、京都帝国大学理工科大学教授、学習院長、宮中顧問官
- 親戚：山口宗樹 - 日塗エンジニアリング社長、日本塗料常務。宗義の孫
- 親戚：山口礼 - レーシングドライバー。宗義の玄孫
- 相婿：奥宮正武 - 海兵58期、海軍中佐、戦後に空将（山口と奥宮の妻同士が姉妹）

## 栄典・受章・受賞
位階
- 1914年（大正3年）1月30日 - 正八位[81]
- 1916年（大正5年）1月21日 - 従七位[82]
- 1919年（大正8年）1月10日 - 正七位[83]
- 1924年（大正13年）4月15日 - 従六位[84]
- 1929年（昭和4年）3月15日 - 正六位[85]
- 1932年（昭和7年）12月28日 - 従五位[86]
- 1938年（昭和13年）2月1日 - 正五位[87][88]
- 1942年（昭和17年）
  - 6月5日 - 従四位[88]
  - 8月17日 - 正四位[89]

勲章等
- 1915年（大正4年）11月10日 - 大礼記念章（大正）[90]
- 1919年（大正8年）5月30日 - 勲五等瑞宝章[91]
- 1929年（昭和4年）1月30日 - 勲三等瑞宝章[92]
- 1931年（昭和6年）10月31日 - 銀杯一組[93]
- 1939年（昭和14年）4月13日 - 勲二等瑞宝章[94]
- 功一級金鵄勲章[95]

外国勲章佩用允許
- 1929年（昭和4年）7月29日 - チリ共和国：第五等有効章[96]

## 演じた俳優
- 三船敏郎 - ハワイ・ミッドウェイ大海空戦 太平洋の嵐（1960年）
- 峯島英郎 - 連合艦隊司令長官 山本五十六（1968年）
- 藤田進 - トラ・トラ・トラ!（1970年）
- ジョン・フジオカ - ミッドウェイ（1976年）
- 近藤洋介 - 大日本帝国（1982年）
- 阿部寛 - 聯合艦隊司令長官 山本五十六（2011年）
- 浅野忠信 - ミッドウェイ (2019年)